# Tobias Stosiek

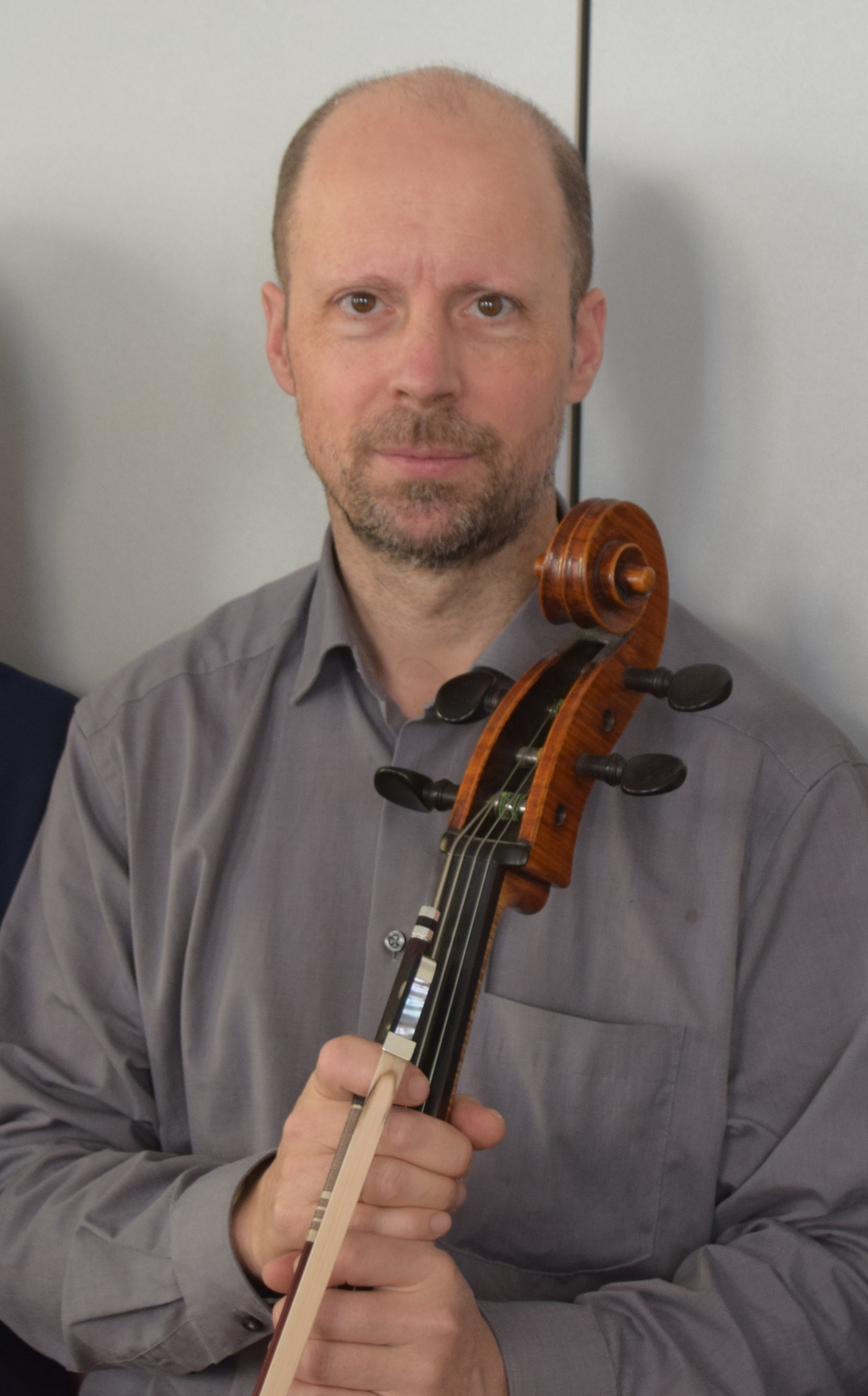
Tobias Stosiek (2022)

Tobias Stosiek (* 13. Oktober 1971 in Schwerin) ist ein deutscher Cellist und Professor an der Universität für Musik und darstellende Kunst Graz.

## Leben
Den ersten Cello-Unterricht erhielt Stosiek an der Musikschule Görlitz und besuchte anschließend die Spezialschule für Musik und die Hochschule für Musik Carl Maria von Weber Dresden. 
Nach der deutschen Wiedervereinigung, im Jahr 1990 begann Stosiek ein Studium an der Universität für Musik und darstellende Kunst Wien unter Tobias Kühne, das er im Jahre 1998 mit Auszeichnung und dem Titel Magister art. abschloss. Er war Stipendiat der Alban Berg Stiftung und des Deutschen Akademischen Austauschdienstes (DAAD).
Stosiek nahm an zahlreichen Meisterkursen teil, unter anderem bei Karin Georgian, David Geringas, Frans Helmerson, Peter Leisegang, Arto Noras und Mstislaw Rostropowitsch.
Er gastierte bei Festivals in Angoulême, beim 27. Schlesischen Musikfest in Görlitz und in Żagań und gab zahlreiche Konzerte in Deutschland, Frankreich, Italien, Jugoslawien, Kroatien, Polen, Russland, Tschechien und Österreich (unter anderem im Wiener Konzerthaus und im Musikverein). Stosiek ist Mitglied des ALEA Ensembles und seit dem Jahre 2003 Professor an der Universität für Musik und darstellende Kunst Graz. Er spielt mit Klavierbegleitung und solistisch mit Orchester auf einem alten italienischen Violoncello aus der Werkstatt von Don Nicolo Amati, sowie auf einem modernen Instrument von Peter Mörth, Laßnitzhöhe bei Graz, 2018.
Rundfunkaufnahmen erfolgten beim ORF, Radio Dresden, DeutschlandRadio Berlin und MDR Kultur.
Tobias Stosiek ist mit der Pianistin Nataša Veljković verheiratet.

## Auszeichnungen
- 1995: 1. Preis beim Prix–Mercure–Wettbewerb am Semmering
- 1997: 1. Preis beim Internationalen Brahms–Wettbewerb in Pörtschach
- 1997: 2. Preis beim XXXII. Internationalen Instrumentalwettbewerb Markneukirchen
- 1998: Würdigungspreis des Bundesministeriums für Wissenschaft
- 2000: 1. Preis beim V. Internationalen Violoncellowettbewerb in Liezen
- 2000: 3. Preis beim XXX. Internationalen Wettbewerb Jeunesses Musicales in Belgrad

## Diskografie
- 1995: Aufnahmen der Preisträger des Prix Mercure, produziert von Sony
- 1997: Werke von Dvorák, Roberet Schumann, Fauré, Kreisler, Vasks und Piazzolla, produziert von Kalrec
- 1999: Kompositionen von Luis Saglie im Auftrag des Ministeriums für Kultur in Chile
- 2010–2023: 24 CDs mit dem ALEA Ensemble, weitere 4 CDs in der CD-Edition des Steirischen Tonkünstlerbundes[4] erschienen.